# Unge På Flugt
Unge På Flugt er et selvstyrende projekt under Ungdommens Røde Kors, som har til formål at fortælle børn og unge i 8.-10. klassetrin om, hvordan det kan føles at være flygtning fra et konfliktfyldt land. Dette sker gennem et 24-timers liverollespil, hvor eleverne får tildelt en rolle som en Somalisk flygtning, som ønsker at søge asyl i Danmark. Igennem spillet stifter de bekendtskab med korruption, borgerkrig/stridigheder, menneskesmugling, en flygtningelejr, det danske politi samt menneskerettighedskonventionen (geneve konventionen). Rollespillet er udviklet af Steen Cnops Rasmussen.
Projektet er opbygget således, at de informationer, som eleverne modtager, stemmer overens med Røde Kors grundprincipper. Hvorfor der gives en 100 % neutral og upartisk fremstilling af flygtningesituationen, således at eleverne fremover har nogle værktøjer til at skabe deres egne holdninger til det, de hører i medierne. Formålet er ikke, at de skal have en bestemt holdning, men derimod at de har en holdning.
Spillet foregår på folke-,fri- og efterskoler over hele Danmark (Norge, Sverige og Island har også taget projektet til sig) og arrangeres af spilledere og instruktører, som kommer fra hele landet.